# Laurent-Désiré Kabila
Laurent-Désiré Kabila (pronunciado /loʁɑ̃ deziʁe kabila/; Likasi, Katanga, 27 de noviembre de 1939-Kinshasa, 16 de enero de 2001) fue un político y guerrillero congoleño que se desempeñó como presidente de la República Democrática del Congo desde 1997 hasta su asesinato en 2001 en el transcurso de la segunda guerra del Congo.
Kabila se hizo conocido durante la Crisis del Congo de 1960 como un opositor de Mobutu Sese Seko. Participó en la rebelión simba y dirigió el territorio rebelde Fizi, alineado con el bloque del Este, hasta la década de 1980. En la década de 1990, Kabila resurgió como líder de la Alianza de Fuerzas Democráticas para la Liberación del Congo (ADFLC), un grupo rebelde patrocinado por Ruanda y Uganda que invadió Zaire y derrocó a Mobutu durante la primera guerra del Congo de 1996 a 1997. Convertido ahora en el nuevo presidente del país, cuyo nombre fue cambiado de nuevo a República Democrática del Congo, Kabila se encontró en una posición delicada, ya que era acusado de ser un títere de sus patrocinadores extranjeros.
Al año siguiente, ordenó la salida de todas las tropas extranjeras del país tras la masacre de Kasika para evitar un posible golpe de Estado, lo que llevó a la segunda guerra del Congo, en la que sus antiguos aliados ruandeses y ugandeses comenzaron a patrocinar a varios grupos rebeldes para derrocarlo. Durante la guerra, fue asesinado en 2001 por uno de sus guardaespaldas, y fue sucedido diez días después por su hijo Joseph, de 29 años para ese entonces.

## Primeros años
Kabila nació en el seno del pueblo Luba en Baudouinville, provincia de Katanga, (ahora Moba, provincia de Tanganica), o Jadotville, provincia de Katanga, (ahora Likasi, provincia de Haut-Katanga) en el Congo Belga. Su padre era un Luba y su madre una Lunda; La etnia de su padre era definitoria en el sistema de parentesco patriarcal. Se afirma que estudió en el extranjero (filosofía política en París, se doctoró en Taskent, en Belgrado y finalmente en Dar es-Salam), pero no se ha encontrado ni aportado ninguna prueba.

## Actividades políticas

### Participación durante la crisis del Congo
En 1959 se unió al partido Asociación General de los Baluba de Katanga (AGBK), de tendencias socialistas. En 1960, tras volver de un viaje a París, se alistó para luchar contra los gendarmes katangueños en las filas del AGBK, quienes se alzaron con el poder poco tiempo después. Entre 1961 y 1962 residió Yugoslavia, donde estudió en la Universidad de Belgrado. También se le atribuyen estudios universitarios en París, Taskent y Dar es Salam, un aspecto de su vida personal difundido por el propio Kabila pero que no está demostrado. Un año después retornó a su país, donde fue nombrado Jefe de Gabinete y más tarde miembro suplente de la Asamblea provincial rebelde de Katanga. 

### Asociación con el Che Guevara
En 1965 conoció brevemente a Ernesto Che Guevara, quien en esa época recorría el mundo difundiendo la lucha socialista. En sus escritos el guerrillero cubano - argentino hace una mala evaluación de Kabila, a quien critica en sus diarios por no saber imponer la disciplina entre sus guerrilleros. "Es joven y puede cambiar, pero tengo que dar testimonio de mis profundas dudas sobre su capacidad para superar sus defectos", decía Guevara, quien señalaba también la afición de Kabila al alcohol y las mujeres. Ese mismo año se produjo un golpe de Estado en Congo que instauró la dictadura de Mobutu Sese Seko, una vez asesinado Patrice Lumumba.

### Mini estado marxista (1967-1988)
En 1967, Kabila y el resto de sus partidarios trasladaron sus operaciones a la zona montañosa de Fizi-Baraka de Kivu del Sur, en el Congo, y fundaron el Partido Revolucionario del Pueblo (PRP). Con el apoyo de la República Popular China, el PRP creó un estado marxista secesionista en la provincia de Kivu del Sur, al oeste del lago Tanganica.
El estado del PRP llegó a su fin en 1988 y Kabila desapareció y se creía que estaba muerto. Durante su estancia en Kampala, Kabila se habría reunido con Yoweri Museveni, el futuro presidente de Uganda. Museveni y el expresidente tanzano Julius Nyerere presentaron más tarde a Kabila a Paul Kagame, quien se convertiría en presidente de Ruanda. Estos contactos personales se hicieron vitales a mediados de la década de 1990, cuando Uganda y Ruanda buscaron un rostro congoleño para su intervención en Zaire.

## Primera guerra del Congo
A medida que los refugiados hutus ruandeses huusaban al Congo (entonces Zaire) después del genocidio ruandés, los campos de refugiados a lo largo de la frontera entre Zaire y Ruanda se militarizaron y las milicias hutus prometieron retomar el poder en Ruanda. El régimen de Kigali considera a estas milicias como una amenaza para la seguridad y busca la manera de desmantelar esos campamentos de refugiados. Después de que Kigali expresara sus preocupaciones de seguridad a Kinshasa, solicitando que los campamentos de refugiados se trasladaran más adentro del país, y Kinshasa ignoró estas preocupaciones, Kigali creyó que sólo la opción militar podría resolver el problema. Sin embargo, es probable que una operación militar dentro de Zaire sea vista por la comunidad internacional como una invasión.  Se puso en marcha un plan para fomentar una rebelión que sirviera de tapadera. La Alianza de Fuerzas Democráticas para la Liberación del Congo (AFDL) nació entonces con el beneplácito de Ruanda y con Kabila como portavoz.
Ante estos hechos, Kabila se fue convirtiendo poco a poco en líder de las guerrillas cuyo objetivo era conseguir la caída de Mobutu, jerarquía en la que permaneció durante décadas. El alzamiento final se comenzó a gestar en octubre de 1996 y culminó en mayo de 1997, cuando sus tropas tomaron Kinshasa y Mobutu huyó al exilio en Marruecos. De esta manera se convirtió en el máximo dirigente del Estado.

## Presidencia (1998-2001)
Kabila había sido anteriormente un marxista comprometido, pero sus políticas en este punto eran socialdemócratas. Declaró que las elecciones no se celebrarían hasta dentro de dos años, ya que le llevaría al menos ese tiempo restablecer el orden. Mientras que algunos en Occidente aclamaron a Kabila como representante de una "nueva raza" de liderazgo africano, los críticos acusaron que las políticas de Kabila diferían poco de las de su predecesor, caracterizándose por el autoritarismo, la corrupción y los abusos de los derechos humanos. Ya a finales de 1997, Kabila fue denunciado como "otro Mobutu". Kabila también fue acusado de intentar establecer un culto a la personalidad. El exministro de Información de Mobutu, Dominique Sakombi Inongo, fue retenido por Kabila; tildó a Kabila de "el Mzee" y creó carteles que decían "Aquí está el hombre que necesitábamos" (en francés: Voici l'homme que nous avions besoin) que aparecieron por todo el país.
En agosto de 1998 estalló la guerra en el Congo, un conflicto armado en el que estuvieron implicadas nueve naciones y que desangró al país hasta 2003. Kabila no tenía un apoyo fuerte entre su población y fueron Angola, Zimbabue, Namibia, 10 000 milicianos hutus y miles guerreros Mai-Mai quienes lo salvaron de una derrota segura a manos de los rebeldes congoleños (apoyados por Ruanda, Uganda, Burundi, milicias tutsis y decenas de grupos armados). El Congo se convirtió en uno de los más grandes campos de batalla en la historia de África.
Al quebranto producido por la guerra el gobierno de Kabila añadió una política económica ruinosa: en 2000 solo el 20 % de los habitantes de Kinsasa tenían empleo y los que trabajaban tenían un sueldo mensual de 8 o 9 dólares. Menos del 30 % de los niños de la capital estaban escolarizados y muy pocos tenían acceso a medicinas.
A pesar de mejorar gradualmente las libertades cívicas e individuales de la población, la realización de comicios generales fue pospuesta en reiteradas ocasiones, y el proceso de democratización del Estado se vio seriamente desacelerado.

## Muerte
El 16 de enero de 2001 (la víspera del 40.º aniversario del asesinato de Lumumba) Kabila fue asesinado a balazos en el Palacio Presidencial por miembros de su guardia personal. Su presunto ejecutor fue Rashidi Mizele, un niño soldado que se había convertido en su guardaespaldas. Mizele fue abatido en el mismo escenario del crimen por el coronel Eddy Kapend, ayuda de campo y jefe del Estado Mayor de Kabila, que posteriormente fue implicado en el asesinato del presidente y condenado a muerte en un controvertido proceso. El mismo día del asesinato una delegación iraní esperaba ser recibida por Kabila para comprar uranio.
El gobierno congoleño anunció que había muerto a causa de sus heridas el 18 de enero. Una semana después, su cuerpo fue devuelto al Congo para un funeral de Estado y su hijo, Joseph Kabila, se convirtió en presidente diez días después.
La investigación sobre el asesinato de Kabila llevó a que 135 personas, entre ellas cuatro niños, fueran juzgadas ante un tribunal militar especial. El presunto cabecilla, el coronel Eddy Kapend (uno de sus primos), y otras 25 personas fueron condenados a muerte en enero de 2003, pero no ejecutados. Del resto de los acusados, 64 fueron encarcelados, con sentencias de seis meses a cadena perpetua, y 45 fueron exonerados. Algunas personas también fueron acusadas de estar involucradas en un complot para derrocar a su hijo. Entre ellos se encontraba el asesor especial de Kabila, Emmanuel Dungia, ex embajador en Sudáfrica. Mucha gente cree que el juicio fue defectuoso y que los acusados condenados son inocentes; Las dudas se resumen en una película de investigación de Al Jazeera, Murder in Kinshasa.